# Kiss Me Once
Kiss Me Once er det tolvte studiealbum af den australske sangerinde Kylie Minogue. Det blev udgivet af pladeselskabet Parlophone den 14. marts 2014 og er hendes første studiealbum siden Aphrodite (2010). Albummet er Minogues første udgivelse under Warner Music Group i hele verden, efter pladeselskabet købte Parlophone. Albummet blev udgivet af Warner Bros. Records i Nordamerika og af Parlophone i Storbritannien.

## Udgivelse og indspilning
Efter udgivelsen af The Abbey Road Sessions (2012) forlod Minogue hendes langsigtede leder Terry Blamey og underskrevet en ny aftale med Roc Nation. Minogue fortsatte at arbejde på hendes tolvte studiealbum i 2013 med angivelse i februar 2013, at Minogue havde arbejdet med singer-songwriter Sia Furler.
Albummet blev hovedsageligt indspillet i Los Angeles, med yderligere indspilningerne i New York og London. Andre samarbejdspartnere i 2013 inkluderet Darkchild, Brooke Candy, MNDR og will.i.am. Dagen før Minogues 45. fødselsdag blev det annonceret hun havde for nylig indspillet et samarbejde med Enrique Iglesias. Samme dag har hun udgivet den salgsfremmende singlen "Skirt" for albummet.

## Singler
Den første single "Into the Blue" blev udgivet den 28. januar 2014 de fleste lande. Musikvideoen blev instrueret af Dawn Shadforth og udgivet den 3. februar 2014. Singlen nåede 12. pladsen på UK Singles Chart og førstepladsen i USA på Hot Dance Club Songs-hitlisten.
Den anden single "I Was Gonna Cancel", som blev skrevet og produceret af Pharrell Williams, blev udgivet den 22. april 2014.

## Listeplaceringer og salg
Kiss Me Once nåede andenpladsen på UK Albums Chart med salg på over 29.000 eksemplarer den første uge og var Minogues femtende Top 10-album. I Australien nåede albummet førstepladsen på ARIA Charts den første uge med salg på over 8.000 eksemplarer og var hendes fjerde album som nåede førstepladsen i landet. Albummet faldt på sjettepladsen den anden uge på hitlisten. I New Zealand nåede albummet 13. pladsen og var hendes tredje studiealbum at tilbringe kun en uge på hitlisterne. I Japan nåede albummet 40. pladsen på Oricon med salg på over 3.000 eksemplarer den første uge.
I USA nåede albummet 31. plassen med salg af 12.000 eksemplarer den første uge og var Minogues tredje højeste album på Billboard 200. Albummet nåede også tredjepladsen på Dance/Electronic Albums.

## Sporliste
| #   | Titel                                | Sangskriver(e)                                                                           | Producer(e)                           | Længde |
| --- | ------------------------------------ | ---------------------------------------------------------------------------------------- | ------------------------------------- | ------ |
| 1.  | "Into the Blue"                      | Kelly Sheehan, Mike Del Rio, Jacob Kasher Hindlin                                        | Del Rio, Sheehan                      | 4:08   |
| 2.  | "Million Miles"                      | Chelcee Grimes, Daniel Davidsen, Peter Wallevik, Mich Hansen                             | Wallevik, Davidsen, Cutfather         | 3:28   |
| 3.  | "I Was Gonna Cancel"                 | Pharrell Williams                                                                        | Williams, Sheehan                     | 3:32   |
| 4.  | "Sexy Love"                          | Wayne Hector, Autumn Rowe, Wallevik, Davidsen, Hansen                                    | Davidsen, Wallevik, Cutfather         | 3:31   |
| 5.  | "Sexercize"                          | Sia Furler, Marcus Lomax, Jordan Johnson, Stefan Johnson, Clarence Coffee, Nella Tahrini | The Monsters & The Strangerz, Sheehan | 2:47   |
| 6.  | "Feels So Good"                      | Tom Aspaul                                                                               | MNEK, Wayne Wilkins                   | 3:37   |
| 7.  | "If Only"                            | Ariel Rechtshaid, Justin Raisen, Dan Nigro                                               | Rechtshaid                            | 3:21   |
| 8.  | "Les Sex"                            | Amanda Warner, Peter Wade Keusch, Joshua "J.D." Walker, William Rappaport, Henri Lanz    | Walker, GoodWill & MGI                | 3:47   |
| 9.  | "Kiss Me Once"                       | Furler                                                                                   | Jesse Shatkin                         | 3:17   |
| 10. | "Beautiful" (feat. Enrique Iglesias) | Enrique Iglesias, Mark Taylor, Alex Smith, Samuel Preston                                | Taylor, Smith                         | 3:24   |
| 11. | "Fine"                               | Karen Poole, Chris Loco, Kylie Minogue                                                   | Loco                                  | 3:36   |

## Hitlister
| Hitliste (2014)                   | Placering |
| --------------------------------- | --------- |
| Australien (ARIA Charts)          | 1         |
| Østrig (Ö3 Austria Top 40)        | 14        |
| Belgien (Ultratop Flandern)       | 10        |
| Belgien (Ultratop Vallonien)      | 13        |
| Kanada (Canadian Albums Chart)    | 15        |
| Kroatien (IFPI Croatia)           | 10        |
| Tjekkiet (IFPI Czech Republic)    | 6         |
| Danmark (Tracklisten)             | 20        |
| Nederlandene (MegaCharts)         | 10        |
| Finland (Suomen virallinen lista) | 24        |
| Frankrig (SNEP)                   | 10        |
| Tyskland (Media Control Charts)   | 9         |
| Ungarn (Mahasz)                   | 1         |
| Irland (IRMA)                     | 4         |
| Italien (FIMI)                    | 13        |
| Japan (Oricon)                    | 40        |
| New Zealand (RIANZ)               | 13        |
| Polen (ZPAV)                      | 25        |
| Skotland (Scottish Albums Chart)  | 3         |
| Spanien (PROMUSICAE)              | 9         |
| Schweiz (Schweizer Hitparade)     | 8         |
| Storbritannien (UK Albums Chart)  | 2         |
| USA (Billboard 200)               | 31        |
| USA (Dance/Electronic Albums)     | 3         |

## Udgivelsehistorie
| Land           | Dato           | Format                                    | Pladeselskab                           | Referencer           |
| -------------- | -------------- | ----------------------------------------- | -------------------------------------- | -------------------- |
| Australien     | 14. marts 2014 | CD, CD+DVD, digital download, bokssæt, LP | Parlophone, Warner Bros., Warner Music | [ 46 ] [ 47 ]        |
| Tyskland       | 14. marts 2014 | CD, CD+DVD, digital download, bokssæt, LP | Parlophone, Warner Bros., Warner Music | [ 48 ]               |
| Frankrig       | 17. marts 2014 | CD, CD+DVD, digital download, bokssæt, LP | Parlophone, Warner Bros., Warner Music | [ 49 ]               |
| Storbritannien | 17. marts 2014 | CD, CD+DVD, digital download, bokssæt, LP | Parlophone, Warner Bros., Warner Music | [ 50 ]               |
| USA            | 18. marts 2014 | CD, CD+DVD, digital download, bokssæt, LP | Parlophone, Warner Bros., Warner Music | [ 51 ] [ 52 ] [ 53 ] |
| Mexico         | 18. marts 2014 | CD, CD+DVD, digital download, bokssæt, LP | Parlophone, Warner Bros., Warner Music | [ 54 ]               |
| Japan          | 19. marts 2014 | CD, CD+DVD, digital download, bokssæt, LP | Parlophone, Warner Bros., Warner Music | [ 55 ]               |